# シェリル・サンドバーグ
シェリル・カラ・サンドバーグ（英語: Sheryl Kara Sandberg, 1969年8月29日 - ）は、アメリカのIT業界の経営者、活動家、作家である。2008年にFacebookの最高執行責任者に就任。2012年6月、サンドバーグはFacebook理事会のメンバーによって役員の取締役に選ばれ、Facebook初の女性役員となった。FacebookにCOOとして入社する以前は、Google のグローバル・オンライン・セールス・アンド・オペレーションズの副社長であり、Googleの慈善事業であるGoogle.orgの立ち上げにも関わった。Google入社以前はアメリカ合衆国財務長官の下で職員のチーフを務めた。
2012年、サンドバーグは「タイム」が選ぶ、世界で最も有力な100人のリストである「タイム100」に名を連ねた。2014年1月時点、Facebookや他の企業の保有株により、10億米ドル以上の資産を持つと報じられている。

## 生い立ちと教育
サンドバーグは1969年、ワシントンD.C.のユダヤ人家庭に、アデル・サンドバーグ(旧姓エインホーン)とジョエル・サンドバーグの3人の子供たちの長女として生まれた。父は眼科医で、母は大学のフランス語教師であった。
アデルは第二言語としての英語を教えており、10代の若者に聴覚損失を避ける方法を教える非営利組織であるイヤー・ピース・セーブ・ユア・ヒアリングを設立した。シェリルを身籠った時に彼女は博士課程を中退し、育児に専念した。
シェリルの母方の祖母、ロザリンド・エインホーンは、ニューヨーク市のごみごみとしたアパートで、貧しい家族のもとに育った。そして大不況の中で学校から引っ張り出されながらも高校の課程を終え、コミュニティ・カレッジに進学しカリフォルニア大学バークレー校を卒業した。そしてそののち、経済的損害から彼女の家族の事業を救った。
シェリルの弟もまた、ハーバード大学を卒業し、現在は小児科の神経外科医としてマイアミ小児病院で働いている。彼女の妹のミシェルもまたハーバードの卒業生で、現在はカリフォルニアのサンタクララを拠点とする小児科医である。
リフューズニクの時代、サンドバーグの家族は、ソビエト社会主義共和国連邦ユダヤ人のイスラエルへのアリーヤーへの支援を積極的に行っており、週末に運動集会に参加していた。彼女の両親はキシナウに留置されて尋問され、のちにソビエト社会主義共和国連邦から追放された。
シェリルの家族は、彼女が2歳の時にフロリダのノース・マイアミ・ビーチに引っ越した。彼女はノース・マイアミ・ビーチ高校に通い、「常にクラスのトップ」であった。高校の1年生の時、GPA4.646ポイントで卒業した。彼女は高校2年生の級長であり、全米優等生協会のメンバー、最高学年の執行委員会の一員となった。サンドバーグは高校在学時、1980年代にエアロビクスを教えていた。
1987年、サンドバーグはハーバード大学に入学した。1991年に経済学部の首席で卒業し、経済学部をトップで卒業した生徒に贈られるジョン・H・ウィリアムズ賞を授与された。彼女はハーバード大学在学時、ウーマン・イン・エコノミクス・アンド・ガバメントという組織を共同設立した。彼女は生涯の師、そして学位論文のアドバイザーとなった当時の教授のローレンス・サマーズ(通称「ラリー」)に出会った。サマーズは彼女を世界銀行で彼の研究助手として採用した。世界銀行で、彼女はほぼ1年間、ハンセン病やエイズ、盲目の人々のためにインドの公共衛生にかかわる仕事をした。
1993年、彼女はハーバード・ビジネス・スクールに入学し、1995年に最高成績で経営学修士を取得した。ビジネススクールに入学した年、奨学金給費研究員の地位を獲得した。

## キャリア

### 初期のキャリア
1995年の春、ビジネススクールを卒業したサンドバーグは、ほぼ1年間マッキンゼー・アンド・カンパニーで経営コンサルタントとして働いた（1995年 - 1996年）。1996年から2001年、サンドバーグはビル・クリントン大統領時代のアメリカ合衆国財務長官チーフのラリー・サマーズのもと職員として再び働き、アジア通貨危機の際に発展途上国の負債を免除する国務長官の仕事をサポートした。2001年に彼女はGoogleに移籍し、2001年11月から2008年3月までグローバルオンラインセールス＆オペレーションズの副社長を務めた。彼女はGoogleの顧客向け製品販売とグーグルブック検索の責任者であっただけでなく、Googleの広告と出版製品のオンラインセールスの責任者でもあった。

### Facebook
2007年後半、Facebookの創業者で最高経営責任者であるマーク・ザッカーバーグは、ダン・ローゼンバーグ主催のクリスマスパーティーでサンドバーグに出会った。当時、サンドバーグはワシントン・ポスト・カンパニーの上級経営幹部となることを考えていた。ザッカーバーグはCOOを公式に探していたわけではなかったが、彼はサンドバーグがその役割に「完璧に適している」と考えた。彼らは2008年1月のスイス・ダボスでの世界経済フォーラムでより多くの時間を過ごした。2008年3月にFacebookは、シェリル・サンドバーグをGoogleより引き抜き、COOとして雇うと公表した。
Facebookに参加したのち、すぐにサンドバーグはFacebookで利益を出す方法を見つけ出そうとした。彼女が参加する前は、Facebookは「本当に素晴らしいサイトを作り上げることを第一目標」としており、「利潤はついてくるだろう」と考えていた。春の終わりまでに、Facebookの経営陣は広告に頼ることに同意し、「広告を慎重に掲載し始めた」。そして2010年までに、Facebookは利益の出るものとなった。Facebookによると、彼女はセールスやマーケティング、事業発展、人事やパブリックポリシー、コミュニケーションなどを含む会社の事業運営を見越していたとされる。
2011年度のサンドバーグの役員手当は、30万ドルの基本給与プラス3049万1613ドル相当のFacebookの保有株であった。フォーム3によると、彼女は3812万2千株の自社株買取選択権と制限付き株式を保有しており（2012年の3月中旬時点において14億5千万ドル相当の価値）、それらは彼女が付与期限までFacebookに勤務し続けるという条件を満たせば、2022年3月に完全にサンドバーグに付与される予定である。
2012年、彼女はFacebookの取締役委員会の8番目の、そして最初の女性メンバーとなった。
2012年10月、ビジネスインサイダーはサンドバーグが保有する約3400万株の総額が7億9千万USドルに迫ったと報じた。Facebookはそのうち1500万株を租税に関する理由で彼女に与えず、代わりに約4億1700万ドルを与えた。2013年8月12日、メディアは彼女がFacebookで彼女が保有する株式の5パーセント、約9100万USドルに相当する240万株のシェアを売却したと報じた。
2014年4月、Facebook株が公開されたため、サンドバーグはシェアの半分の株を売ったと報じられた。当時、FacebookのIPOでは彼女はおよそ4100万株のシェアを持っており、何度かの売却ののち会社全体の出資比率の0.5パーセント、10億ドル相当の1720万株のシェアが残った。
2022年6月、同年秋にFacebookの最高執行責任者を退任する意向を表明した。退任後も取締役にはとどまるという。

## 役員
2009年、サンドバーグはウォルト・ディズニー・カンパニーの役員に名を連ねた。また、国際開発センターとV-Day、ウーマン・フォー・ウーマン・インターナショナルの役員ともなった。
彼女は以前スターバックスやブルッキングス研究所、アド・カウンシルの役員として、28万ドルを給与として貰っていた。

## その他の業績と事業
2008年、サンドバーグは、彼女の師であり、女性に対するコメントで非難を受けていたラリー・サマーズを擁護する記事をハフィントンポストに掲載した。また、彼女は2010年、ユダヤ人共同体連盟のビジネスリーダーシップ会議で基調演説者を務めた。
2010年12月、彼女は「なぜ女性のリーダーはあまりにも少ないのか？」と題したスピーチをTEDで行った。2011年3月、彼女はバーナード大学の卒業式で演説を行った。2012年3月、彼女はハーバード・ビジネス・スクールの卒業祝賀会で基調演説者を務めた。2013年4月、彼女はコルゲート大学の2度目のアントレプレナー・ウィークエンドで基調演説者を務めた。
2015年、彼女はワン・キャンペーンが署名を集めていた公開書簡に署名した。その手紙はアンゲラ・メルケルとヌコサザナ・ドラミニ＝ズマ宛で、彼女たちがG7におけるドイツ、アフリカ連合における南アフリカ共和国のトップとして注目を集めているのと同じぐらい、女性たちにもスポットライトを当ててほしいと要求するものであった。それが叶えば、今の世代のための新たな開発のゴールを設定する、2015年9月の主要な国際連合の会議の前に、開発基金に重点を置く第一歩となるとみられる。

## LEAN IN
サンドバーグの初めての著作『LEAN IN (リーン・イン): 女性、仕事、リーダーへの意欲』（英語: Lean In: Women, Work, and the Will to Lead）が、ネル・スコベル共著のもと、クノッフ社により2013年3月11日に出版された。本の内容はビジネスにおけるリーダーシップとその発展、また政府やビジネスにおけるリーダーの地位に女性が不足していること、フェミニズムなどについてである。
2013年の秋の時点で100万部以上売れており、出版以来ベストセラーリストの1位となっている。
『LEAN IN』は、働く女性たちにとってはキャリアのゴールを目指す助けとなる本であり、そしてより社会を平等なものとすることに貢献したいと望む男性たちのための本である。この本は女性たちが職場においてリーダーシップをとる妨げとなっているもの、すなわち偏見に基づく待遇や露骨なものから一見わかりにくいものまで様々な性差別、そしてセクシャルハラスメントに着目している。
彼女はまた、女性はいまだに男性の2倍働いており、家の外での仕事と比べて家の中での仕事は価値を低く見積もられるなどといった社会的な障壁についても検証している。後者とともに、体制的な差別や社会的な性役割の内面化の過程で女性たちが自分自身で作ってしまっている妨げもある。サンドバーグは、変化を起こすためには女性たちが努力し、リーダーシップを獲得することでこれらの社会的、個人的障壁を打ち砕く必要があると語っている。
究極のゴールは、女性たちがリーダー的地位に勇気をもって「身を乗り出す」ことを推奨することである。なぜなら力のある地位にいる沢山の女性の声を集めることで、全て人にとって、より平等な機会が与えられるためだと、サンドバーグは言明している。
『本当に平等な世界とは、女性たちが私たちの国家や企業の半分を運営し、男性たちが私たちの家庭の半分を運営するという世界であろう。』

## OPTION B
2017年3月、2冊目となる著書「Option B: Facing Adversity, Building Resilience, and Finding Joy」を4月25日に発売すると発表。同書は「Originals」などの著書で知られるアダム・グラントとの共作で、サンドバーグは以前「Originals」の解説を引き受けている。

## 「ボッシー」禁止運動
2014年3月、サンドバーグと『LEAN IN』は、主にリーダーシップを取ろうとする女性を揶揄する言葉として一般に使われており、若い女性たちに有害な影響を与えていると考えられている「ボッシー」（Bossy、「ボス面の」）という言葉を使わないようにしようという、テレビやソーシャルメディアの検閲を提唱する運動である「ボッシー」禁止運動を支援した。ビヨンセやジェニファー・ガーナー、コンドリーザ・ライスなどの著名なスポークスパーソンが出演するいくつかのプロモーションビデオが作られた。また、学校教材やリーダーシップについての助言、また「ボッシー」という単語を使わないと誓える訪問者のためのオンラインの誓約書などを提供するウェブサイトもそれと同時に作られた。

## 批判
ある批判者は、サンドバーグが「エリート主義すぎる」と評し、またある人は、彼女が平均的な働く女性たちが直面する苦しみに対して、無理解であると評した。
サンドバーグは、これら両方の話題について、彼女の本の冒頭で触れている。それによると、彼女は「大半の、多数派の女性たちは家計の帳尻を合わせ、家族の面倒を見ることに追われているということにははっきりと気づいている」。そして、彼女の意図は「GoogleやFacebookなどで働くよりも、ずっと前から聞いてきた有用なアドバイスをすること」だという。

## 私生活
サンドバーグは24歳で結婚したが、1年後に離婚した。その後、彼女は現在のサーベイモンキーのCEOであるデイブ・ゴールドバーグと2004年に結婚した。夫婦には息子と娘がいる。
サンドバーグとゴールドバーグはしばしば共に稼ぎ、共に子育てをする結婚について議論した。2015年5月1日、メキシコにて夫婦で休暇を過ごしていたさなか、ゴールドバーグは亡くなった。
サンドバーグは現在カリフォルニア州メンローパークに住んでいる。

## 名誉
- シェリル・サンドバーグは「フォーチュン」誌における「ビジネスにおいて最もパワフルな50人の女性」に選ばれ続けている。
  - 2007年、彼女は29位となり、リスト上の女性の中で最も若かった[66]。
  - 2008年、彼女は34位となった[67]。
  - 2009年、彼女は22位となった[68]。
  - 2010年、彼女は16位となった[69]。
  - 2014年、彼女は10位となった[70]。
- 2007年、彼女は「ウォール・ストリート・ジャーナル」における「注視すべき女性50人」で19位となった。
  - 2008年、彼女はそのリストにおいて21位となった[71]。
- 2009年、サンドバーグは「ビジネスウィーク」における「ウェブ上で最も影響力のある25人」に名を連ねた[72]。
- 彼女は「フォーブス」誌による最もパワフルな女性100人に選出されており[73]、2014年にはサンドバーグはミシェル・オバマの次席の9位となっている[74]。
- 2012年、「ニューズウィーク」とデイリービーストはその年にデジタル界で最も重要であった100人（10人の「生涯における功績」を残した人物を加える）のリストである「デジタル・パワー・インデックス」を初めて発表し、彼女は「エバンジェリスト」の部門で3位となった。
- 2012年には「タイム」社によって選出される世界で最も影響力のある100人のリストである「タイム100」に名を連ねた[6]。
- 『LEAN IN』は、2013年「フィナンシャル・タイムス」とゴールドマン・サックスのビジネスブック・オブ・ザ・イヤー・アワードにも取り上げられた[75]。
- 2013年、彼女は「エルサレム・ポスト」による「世界で最も影響力を持つユダヤ人50人」で8位となった[76]。